# Iáia ibne Alcacim
Iáia ibne Alcacim ou Iáia ibne Alcácime (em árabe: يحي بن القاسم; romaniz.: Yahya ibn al-Qasim), também chamado Iáia III ou Iáia Almicdam, foi califa do Califado Idríssida do Magrebe que reinou de data incerta no século IX até 905. Foi antecedido por seu primo Ali II e sucedido por seu primo Iáia IV.

## Vida
Iáia era filho de Alcacim ibne Idris. Em alguma data incerta no fim do século IX, quando seu primo e califa Ali II foi obrigado a deixar a capital Fez por influência do rebelde Abdal Razaque, os habitantes do distrito cairuanense de Fez nomearam Iáia como sucessor. Iáia tomou o distrito andalusino, obrigando Razaque a fugir, e sua vitória assegurou seu poder. Governou por vários anos, tempo no qual combateu os sufritas. Foi morto em combate em 905 por Rabi ibne Solimão, um general de Iáia, seu primo e sucessor.